# Gambara (métro de Milan)
Pour les articles homonymes, voir Gambara.
Gambara est une station de la ligne 1 du métro de Milan, située piazzale Veronica Gambara.